# 阿不都拉乡
阿不都拉乡，是中华人民共和国新疆维吾尔自治区塔城地区塔城市下辖的一个乡镇级行政单位。

## 行政区划
阿不都拉乡下辖以下地区：
窝尔塔阿不都拉村、窝尔塔阿不都拉东村、窝尔塔阿不都拉北村、沙沃村、阿亚克阿不都拉村、阿亚克阿不都拉东村、五户村、巴斯阿不都拉村、巴斯阿不都拉东村、水蘑村、巴斯阿不都拉西村、阔尔勒拜村、库吉拜西村、库吉拜南村、库吉拜北村、叶留拜村、玉什托别村、玉什托别西村、阿亚克库吉拜村、阔涅阔梅村和乔拉克布拉克村。